# 坦格洛公園 (佛羅里達州)
坦格洛公園（英語：Tangelo Park）是位於美國佛羅里達州橙縣的一個人口普查指定地區。

## 地理
坦格洛公園的座標為28°27′22″N 81°26′50″W / 28.45611°N 81.44722°W，而該地最高點為海拔高度29米（即95英尺）。

## 人口
根據2010年美國人口普查的數據，坦格洛公園的面積為0.90平方千米，當中陸地面積為0.90平方千米，而水域面積為0.00平方千米。當地共有人口2231人，而人口密度為每平方千米2,478人。